# Ann Mounsey
Ann Sheppard Mounsey ou Ann Mounsey Bartholomew, née le 17 avril 1811 et morte le 24 juin 1891, est une pianiste, organiste et compositrice anglaise.

## Biographie
Elle naît Ann Sheppard Mounsey le 17 avril 1811, au 21 Old Compton Street, Soho, Londres, l'aînée de Thomas Mounsey, un avitailleur agréé, et de sa femme Mary née Briggs. Elle commence à étudier en 1817 avec Johann Bernhard Logier (en),. Quand il visite l'académie de Logier en 1820, Louis Spohr est tellement impressionné de l'harmonisation d'une mélodie par Monsey qu'il l'imprime dans ses mémoires comme exemple,. Elle étudie ensuite avec Samuel Wesley et Thomas Atwood avant de devenir en 1828 organiste à Clapton,. Elle donne également des cours de piano à des élèves issus de l'aristocratie. Elle devient organiste dans diverses églises de Londres avant d'être élue sur concours à l'église Saint-Vedast où elle est organiste pendant près de cinquante ans,. 
Elle devient Associate de la Philharmonic Society en 1834,. Elle est membre fondatrice de la  Royal Society of female Musicians (en) en 1839.
Elle donne des concerts de musique sacrée au Crosby Hall de 1843 à 1848,,. Le but de ces concerts est de donner des concerts du musique sacrée chorale et solo à un prix raisonnable.
En 1845, elle est accompagnatrice lors de la première de Hear My Prayer (en), l'hymne de Felix Mendelssohn pour soprano solo, chœur et orgue qu'il compose spécialement pour les concerts au Crosby Hall  à la demande de Bartholomew. Elle épouse le 28 avril 1853 le librettiste de l'hymne, William Bartholomew(1793–1867). Après son mariage, elle enseigne la musique à Londres et travaille comme compositrice. Ses premières compositions connues sont une chanson, The frost king sur des paroles de Bartholomew publiée en 1830, et une ballade, Mary meet me there, publiée en 1832. Elle compose encore en 1883, année où elle publie plusieurs hymnes.
Après la mort de son mari en 1867, elle vit avec sa sœur Elizabeth (en), également musicienne,, dans leur maison familiale de Brunswick Place.  Elle se décrit à la fin de sa vie comme une « grande invalide » et meurt le 24 juin 1891 à Londres,,.
Elle était une bonne interprète, en particulier à l'orgue. En 1887, dans un article dans The Englishwoman's review, André de Tornant trouve son œuvre pour piano « worthy to be classed amond the brightest examples in the Mendelssohn school ».
Propriétaire du manuscrit original de Hear My Prayer, elle en fait don en 1871 au South Kensington Museum.

## Œuvre
Bartholomew a composé un grand nombre de chansons, d'hymnes et d'œuvres pour piano et orgue. 
- The Daguerreotype, chanson comique (fin années 1830), sous le pseudonyme de Phaeton, dédiée à Louis Daguerre[1]
- The nativity, oratorio, créé au St Martin's Hall  le 17 janvier 1855
- Supplication et Thanksgiving, cantate sacrée, 1864, dédiée à la Princesse de Galles, sur des paroles tirées des hymnes de son mari[1]
- Sacred Harmony, années 1860, recueil d'œuvres sacrées (en collaboration avec sa sœur, Elizabeth Mounsey) [3]
- Hymns of Prayer and Praise, 1868, en collaboration avec sa sœur, Elizabeth Mounsey[1]